# 添田知義

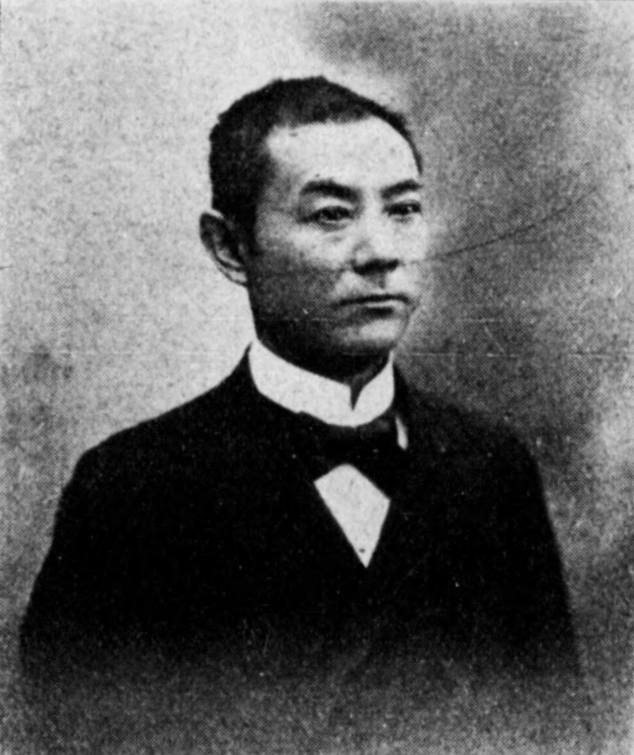
添田知義

添田 知義（そえだ ともよし、1854年7月15日（嘉永7年6月21日） - 1912年（大正元年）10月12日）は、明治時代の政治家。自由民権運動家。衆議院議員（2期）。

## 経歴
武蔵国橘樹郡市場村（神奈川県橘樹郡町田村、潮田町、鶴見町を経て現横浜市鶴見区）に生まれる。添田知通の長男。1866年（慶応2年）上京し、1868年（明治元年）儒家・柳田貞亮に学ぶ。名主役、戸長、村用掛を経て、1876年（明治9年）第四区学区取締兼医務取締役、1879年（明治12年）橘樹郡市場村・菅沢村・矢向村・江ヶ崎村戸長となる。同年、自由民権運動家の河合平蔵を知り、橘樹郡長の松尾豊材が主宰する郡親睦会幹事を務めた。1889年（明治22年）には神奈川県会議員に当選し、1893年（明治26年）まで務めた。ほか、町田村長、橘樹郡会議員、同議長などを務めた。
1902年（明治35年）8月の第7回衆議院議員総選挙では神奈川県郡部から無所属で出馬し当選。つづく第8回総選挙でも当選し、衆議院議員を2期務めた。1910年（明治43年）多摩川洪水の際には、「東京府・神奈川県町村区域変更ニ関スル請願書」を提出し、1912年（明治45年）4月、府県境界変更の法が施行された。

## 親族
- 父：添田知通（市場村名主、川崎宿38村総代、寄場組合53村総代）[1]